# Onesia noumea
Onesia noumea är en tvåvingeart som först beskrevs av Charles Howard Curran 1929.  Onesia noumea ingår i släktet Onesia och familjen spyflugor. Inga underarter finns listade i Catalogue of Life.